# Catalepidia heyana
Catalepidia heyana är en tvåhjärtbladig växtart som först beskrevs av Frederick Manson Bailey, och fick sitt nu gällande namn av Peter Henry Weston. Catalepidia heyana ingår i släktet Catalepidia och familjen Proteaceae. Inga underarter finns listade i Catalogue of Life.